# Gran Premio de España de Motociclismo de 2024
El Gran Premio de España de Motociclismo de 2024 (oficialmente Gran Premio Estrella Galicia 0,0 de España) fue la cuarta prueba del Campeonato del Mundo de Motociclismo de 2024. Tuvo lugar el fin de semana del 26 al 28 de abril de 2024 en el Circuito de Jerez - Ángel Nieto, situado en la ciudad andaluza de Jerez de la Frontera, España.
La carrera al sprint de MotoGP fue ganada por Jorge Martín, seguido de Pedro Acosta y Dani Pedrosa.
La carrera de MotoGP fue ganada por Francesco Bagnaia, seguido de Marc Márquez y Marco Bezzecchi. Fermín Aldeguer fue el ganador de la prueba de Moto2, por delante de Joe Roberts y Manuel González. La carrera de Moto3 fue ganada por Collin Veijer, David Muñoz fue segundo y Iván Ortolá tercero.

## Resultados

### Resultados MotoGP

#### Carrera al sprint
| Pos.    | N.º | Piloto                | Equipo                       | Constructor | Vueltas | Tiempo    | Parrilla | Puntos |
| ------- | --- | --------------------- | ---------------------------- | ----------- | ------- | --------- | -------- | ------ |
| 1       | 89  | Jorge Martín          | Prima Pramac Racing          | Ducati      | 12      | 19:52.682 | 3        | 12     |
| 2       | 31  | Pedro Acosta          | Red Bull GASGAS Tech3        | KTM         | 12      | +2.970    | 10       | 9      |
| 3       | 26  | Dani Pedrosa          | Red Bull KTM Factory Racing  | KTM         | 12      | +7.102    | 16       | 7      |
| 4       | 21  | Franco Morbidelli     | Prima Pramac Racing          | Ducati      | 12      | +8.481    | 8        | 6      |
| 5       | 20  | Fabio Quartararo      | Monster Energy Yamaha MotoGP | Yamaha      | 12      | +15.052   | 23       | 5      |
| 6       | 93  | Marc Márquez          | Gresini Racing MotoGP        | Ducati      | 12      | +18.131   | 1        | 4      |
| 7       | 37  | Augusto Fernández     | Red Bull GASGAS Tech3        | KTM         | 12      | +18.278   | 18       | 3      |
| 8       | 88  | Miguel Oliveira       | Trackhouse Racing MotoGP     | Aprilia     | 12      | +18.418   | 14       | 2      |
| 9       | 36  | Joan Mir              | Repsol Honda Team            | Honda       | 12      | +18.553   | 20       | 1      |
| 10      | 30  | Takaaki Nakagami      | LCR Honda IDEMITSU           | Honda       | 12      | +21.136   | 24       |        |
| 11      | 5   | Johann Zarco          | LCR Honda Castrol            | Honda       | 12      | +21.948   | 13       |        |
| 12      | 25  | Raúl Fernández        | Trackhouse Racing MotoGP     | Aprilia     | 12      | +23.882   | 17       |        |
| 13      | 49  | Fabio Di Giannantonio | Pertamina VR46 Racing Team   | Ducati      | 12      | +31.478   | 5        |        |
| 14      | 43  | Jack Miller           | Red Bull KTM Factory Racing  | KTM         | 12      | +45.901   | 15       |        |
| 15      | 42  | Álex Rins             | Monster Energy Yamaha MotoGP | Yamaha      | 12      | +1:10.288 | 25       |        |
| 16      | 32  | Lorenzo Savadori      | Aprilia Racing               | Aprilia     | 12      | +1:22.979 | 21       |        |
| Ret     | 6   | Stefan Bradl          | HRC Test Team                | Honda       | 11      | Colisión  | 19       |        |
| Ret     | 10  | Luca Marini           | Repsol Honda Team            | Honda       | 11      | Colisión  | 22       |        |
| Ret     | 12  | Maverick Viñales      | Aprilia Racing               | Aprilia     | 9       | Caída     | 11       |        |
| Ret     | 72  | Marco Bezzecchi       | Pertamina VR46 Racing Team   | Ducati      | 8       | Caída     | 2        |        |
| Ret     | 23  | Enea Bastianini       | Ducati Lenovo Team           | Ducati      | 8       | Caída     | 9        |        |
| Ret     | 33  | Brad Binder           | Red Bull KTM Factory Racing  | KTM         | 8       | Caída     | 4        |        |
| Ret     | 73  | Álex Márquez          | Gresini Racing MotoGP        | Ducati      | 8       | Caída     | 6        |        |
| Ret     | 1   | Francesco Bagnaia     | Ducati Lenovo Team           | Ducati      | 2       | Caída     | 7        |        |
| Ret     | 41  | Aleix Espargaró       | Aprilia Racing               | Aprilia     | 0       | Caída     | 12       |        |
| 1.      |     |                       |                              |             |         |           |          |        |
| Fuente: |     |                       |                              |             |         |           |          |        |

#### Carrera larga
| Pos.    | N.º | Piloto                | Equipo                       | Constructor | Vueltas | Tiempo    | Parrilla | Puntos |
| ------- | --- | --------------------- | ---------------------------- | ----------- | ------- | --------- | -------- | ------ |
| 1       | 1   | Francesco Bagnaia     | Ducati Lenovo Team           | Ducati      | 25      | 40:58.053 | 7        | 25     |
| 2       | 93  | Marc Márquez          | Gresini Racing MotoGP        | Ducati      | 25      | +0.372    | 1        | 20     |
| 3       | 72  | Marco Bezzecchi       | Pertamina VR46 Racing Team   | Ducati      | 25      | +3.903    | 2        | 16     |
| 4       | 73  | Álex Márquez          | Gresini Racing MotoGP        | Ducati      | 25      | +7.205    | 6        | 13     |
| 5       | 23  | Enea Bastianini       | Ducati Lenovo Team           | Ducati      | 25      | +7.253    | 9        | 11     |
| 6       | 33  | Brad Binder           | Red Bull KTM Factory Racing  | KTM         | 25      | +7.801    | 4        | 10     |
| 7       | 49  | Fabio Di Giannantonio | Pertamina VR46 Racing Team   | Ducati      | 25      | +10.063   | 5        | 9      |
| 8       | 88  | Miguel Oliveira       | Trackhouse Racing MotoGP     | Aprilia     | 25      | +10.979   | 14       | 8      |
| 9       | 12  | Maverick Viñales      | Aprilia Racing               | Aprilia     | 25      | +11.217   | 11       | 7      |
| 10      | 31  | Pedro Acosta          | Red Bull GASGAS Tech3        | KTM         | 25      | +20.762   | 10       | 6      |
| 11      | 25  | Raúl Fernández        | Trackhouse Racing MotoGP     | Aprilia     | 25      | +23.508   | 17       | 5      |
| 12      | 36  | Joan Mir              | Repsol Honda Team            | Honda       | 25      | +23.584   | 20       | 4      |
| 13      | 42  | Álex Rins             | Monster Energy Yamaha MotoGP | Yamaha      | 25      | +28.452   | 25       | 3      |
| 14      | 30  | Takaaki Nakagami      | LCR Honda IDEMITSU           | Honda       | 25      | +29.049   | 24       | 2      |
| 15      | 20  | Fabio Quartararo      | Monster Energy Yamaha MotoGP | Yamaha      | 25      | +32.015   | 23       | 1      |
| 16      | 6   | Stefan Bradl          | HRC Test Team                | Honda       | 25      | +41.433   | 19       |        |
| 17      | 10  | Luca Marini           | Repsol Honda Team            | Honda       | 25      | +43.323   | 22       |        |
| Ret     | 37  | Augusto Fernández     | Red Bull GASGAS Tech3        | KTM         | 19      | Retirado  | 18       |        |
| Ret     | 21  | Franco Morbidelli     | Prima Pramac Racing          | Ducati      | 17      | Colisión  | 8        |        |
| Ret     | 43  | Jack Miller           | Red Bull KTM Factory Racing  | KTM         | 17      | Colisión  | 15       |        |
| Ret     | 32  | Lorenzo Savadori      | Aprilia Racing               | Aprilia     | 11      | Retirado  | 21       |        |
| Ret     | 89  | Jorge Martín          | Prima Pramac Racing          | Ducati      | 10      | Caída     | 3        |        |
| Ret     | 41  | Aleix Espargaró       | Aprilia Racing               | Aprilia     | 9       | Colisión  | 12       |        |
| Ret     | 5   | Johann Zarco          | LCR Honda Castrol            | Honda       | 9       | Colisión  | 13       |        |
| Ret     | 26  | Dani Pedrosa          | Red Bull KTM Factory Racing  | KTM         | 3       | Caída     | 16       |        |
| Fuente: |     |                       |                              |             |         |           |          |        |

### Resultados Moto2
| Pos.    | N.º | Piloto                  | Constructor | Vueltas | Tiempo     | Parrilla | Puntos |
| ------- | --- | ----------------------- | ----------- | ------- | ---------- | -------- | ------ |
| 1       | 54  | Fermín Aldeguer         | Boscoscuro  | 21      | 35:36.316  | 1        | 25     |
| 2       | 16  | Joe Roberts             | Kalex       | 21      | +1.287     | 11       | 20     |
| 3       | 18  | Manuel González         | Kalex       | 21      | +1.568     | 4        | 16     |
| 4       | 3   | Sergio García           | Boscoscuro  | 21      | +6.226     | 6        | 13     |
| 5       | 75  | Albert Arenas           | Kalex       | 21      | +8.059     | 2        | 11     |
| 6       | 79  | Ai Ogura                | Boscoscuro  | 21      | +12.490    | 17       | 10     |
| 7       | 14  | Tony Arbolino           | Kalex       | 21      | +13.346    | 8        | 9      |
| 8       | 52  | Jeremy Alcoba           | Kalex       | 21      | +13.489    | 9        | 8      |
| 9       | 13  | Celestino Vietti        | Kalex       | 21      | +14.508    | 7        | 7      |
| 10      | 35  | Somkiat Chantra         | Kalex       | 21      | +19.693    | 12       | 6      |
| 11      | 12  | Filip Salač             | Kalex       | 21      | +20.045    | 14       | 5      |
| 12      | 28  | Izan Guevara            | Kalex       | 21      | +21.779    | 15       | 4      |
| 13      | 84  | Zonta van den Goorbergh | Kalex       | 21      | +27.933    | 18       | 3      |
| 14      | 53  | Deniz Öncü              | Kalex       | 21      | +32.146    | 22       | 2      |
| 15      | 23  | Matteo Ferrari          | Kalex       | 21      | +41.158    | 26       | 1      |
| 16      | 34  | Mario Aji               | Kalex       | 21      | +41.953    | 27       |        |
| 17      | 20  | Xavier Cardelús         | Kalex       | 21      | +42.591    | 29       |        |
| 18      | 9   | Jorge Navarro           | Forward     | 21      | +46.933    | 24       |        |
| 19      | 15  | Darryn Binder           | Kalex       | 20      | +1 vuelta  | 21       |        |
| 20      | 43  | Xavier Artigas          | Forward     | 17      | +4 vueltas | 30       |        |
| Ret     | 96  | Jake Dixon              | Kalex       | 20      | Retirado   | 3        |        |
| Ret     | 5   | Jaume Masiá             | Kalex       | 20      | Caída      | 25       |        |
| Ret     | 21  | Alonso López            | Boscoscuro  | 17      | Caída      | 16       |        |
| Ret     | 24  | Marcos Ramírez          | Kalex       | 10      | Caída      | 10       |        |
| Ret     | 11  | Álex Escrig             | Forward     | 8       | Caída      | 28       |        |
| Ret     | 10  | Diogo Moreira           | Kalex       | 6       | Caída      | 5        |        |
| Ret     | 7   | Barry Baltus            | Kalex       | 5       | Caída      | 13       |        |
| Ret     | 71  | Dennis Foggia           | Kalex       | 4       | Caída      | 23       |        |
| Ret     | 64  | Bo Bendsneyder          | Kalex       | 1       | Caída      | 20       |        |
| Ret     | 81  | Senna Agius             | Kalex       | 1       | Caída      | 19       |        |
| DNS     | 22  | Ayumu Sasaki            | Kalex       |         | No corrió  |          |        |
| WD      | 44  | Arón Canet              | Kalex       |         | No corrió  |          |        |
| 1. 2.   |     |                         |             |         |            |          |        |
| Fuente: |     |                         |             |         |            |          |        |

### Resultados Moto3
| Pos.    | N.º | Piloto            | Constructor | Vueltas | Tiempo    | Parrilla | Puntos |
| ------- | --- | ----------------- | ----------- | ------- | --------- | -------- | ------ |
| 1       | 95  | Collin Veijer     | Husqvarna   | 19      | 33:29.725 | 3        | 25     |
| 2       | 64  | David Muñoz       | KTM         | 19      | +0.045    | 2        | 20     |
| 3       | 48  | Iván Ortolá       | KTM         | 19      | +0.871    | 7        | 16     |
| 4       | 6   | Ryusei Yamanaka   | KTM         | 19      | +4.849    | 5        | 13     |
| 5       | 66  | Joel Kelso        | KTM         | 19      | +10.178   | 4        | 11     |
| 6       | 31  | Adrián Fernández  | Honda       | 19      | +10.353   | 12       | 10     |
| 7       | 96  | Daniel Holgado    | Gas Gas     | 19      | +10.400   | 18       | 9      |
| 8       | 10  | Nicola Carraro    | KTM         | 19      | +10.647   | 10       | 8      |
| 9       | 82  | Stefano Nepa      | KTM         | 19      | +11.400   | 11       | 7      |
| 10      | 36  | Angel Piqueras    | Honda       | 19      | +14.885   | 6        | 6      |
| 11      | 80  | David Alonso      | CFMoto      | 19      | +19.152   | 1        | 5      |
| 12      | 12  | Jacob Roulstone   | Gas Gas     | 19      | +19.921   | 17       | 4      |
| 13      | 7   | Filippo Farioli   | Honda       | 19      | +20.423   | 15       | 3      |
| 14      | 18  | Matteo Bertelle   | Honda       | 19      | +20.541   | 19       | 2      |
| 15      | 22  | David Almansa     | Honda       | 19      | +20.662   | 16       | 1      |
| 16      | 21  | Vicente Pérez     | KTM         | 19      | +22.382   | 24       |        |
| 17      | 72  | Taiyo Furusato    | Honda       | 19      | +22.882   | 21       |        |
| 18      | 54  | Riccardo Rossi    | KTM         | 19      | +23.186   | 14       |        |
| 19      | 19  | Scott Ogden       | Honda       | 19      | +25.549   | 13       |        |
| 20      | 58  | Luca Lunetta      | Honda       | 19      | +32.270   | 20       |        |
| 21      | 55  | Noah Dettwiler    | KTM         | 19      | +32.483   | 23       |        |
| 22      | 85  | Xabier Zurutuza   | KTM         | 19      | +45.346   | 26       |        |
| 23      | 70  | Joshua Whatley    | Honda       | 19      | +45.842   | 22       |        |
| 24      | 5   | Tatchakorn Buasri | Honda       | 19      | +46.845   | 25       |        |
| 25      | 24  | Tatsuki Suzuki    | Husqvarna   | 18      | +1 vuelta | 9        |        |
| Ret     | 78  | Joel Esteban      | CFMoto      | 18      | Caída     | 8        |        |
| Fuente: |     |                   |             |         |           |          |        |